# فرانتس بپ
فرانتس بپ (به آلمانی: Franz Bopp)‏ (۱۴ سپتامبر ۱۷۹۱ – ۲۳ اکتبر ۱۸۶۷) زبان‌شناس اهل آلمان بود.
چهار پژوهشگر شناخته‌شده در دانش زبان‌شناسی در آغاز سدهٔ نوزدهم، بوپ، راسک، گریم و هومبولت هستند. بوپ، راسک و گریم به‌عنوان بنیان‌گذاران زبان‌شناسی تاریخی به‌شمار می‌روند. مقایسهٔ صریح زبان‌های هندواروپایی با رساله‌ای که بوپ زبان‌شناس آلمانی در سال ۱۸۱۶ درباهٔ پی‌بندهای صرفی فعل در زبان‌های سانسکریت، یونانی، لاتین، فارسی، و آلمانی منتشر کرد آغاز شد. او تقریباً سی سال پس از مقالهٔ جونز، خویشاوندی میان زبان‌های یادشده را نشان داد.